# 甲子高原
甲子高原（かしこうげん）とは福島県中通り南部西白河郡西郷村にある高原である。日光国立公園の北東端に位置し、那須岳東山麓に広がり、南に接する那須高原同様、緩やかな斜面が広がり、高原全体が阿武隈川の源流域となっている。

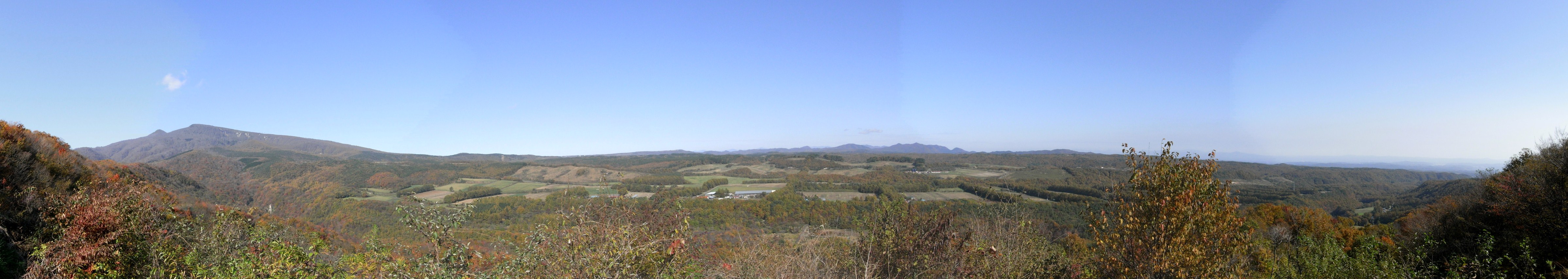
甲子高原

## 温泉

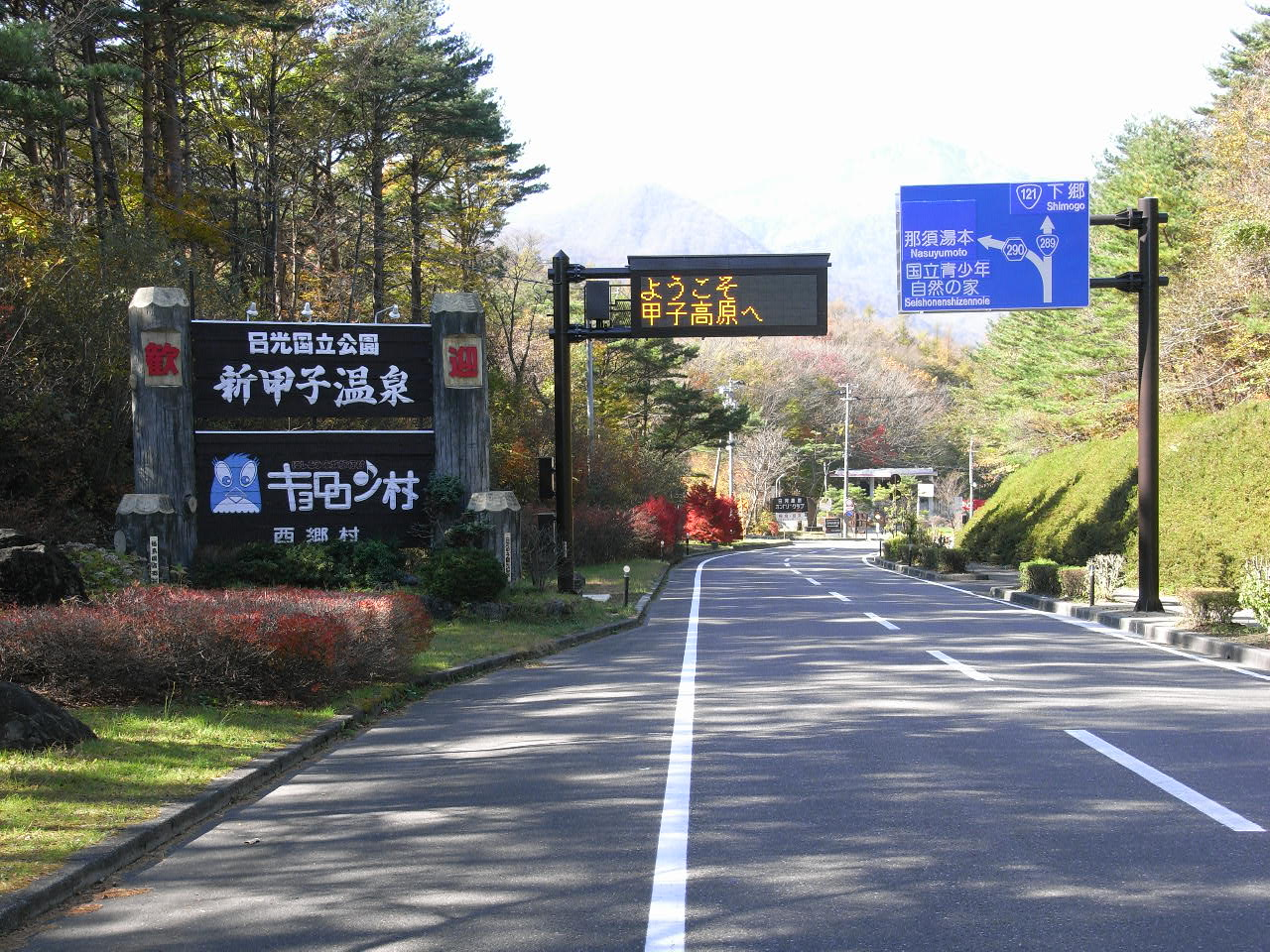
新甲子温泉

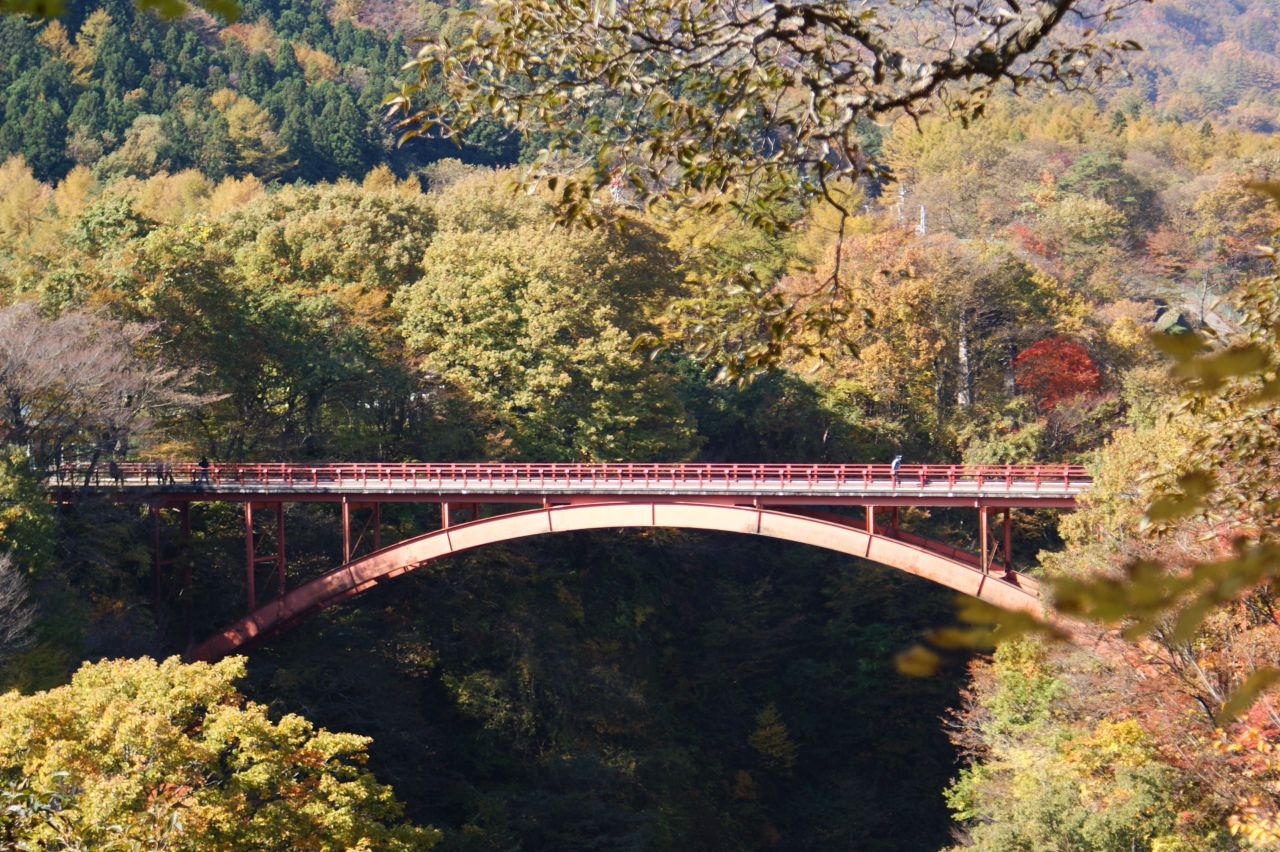
雪割橋

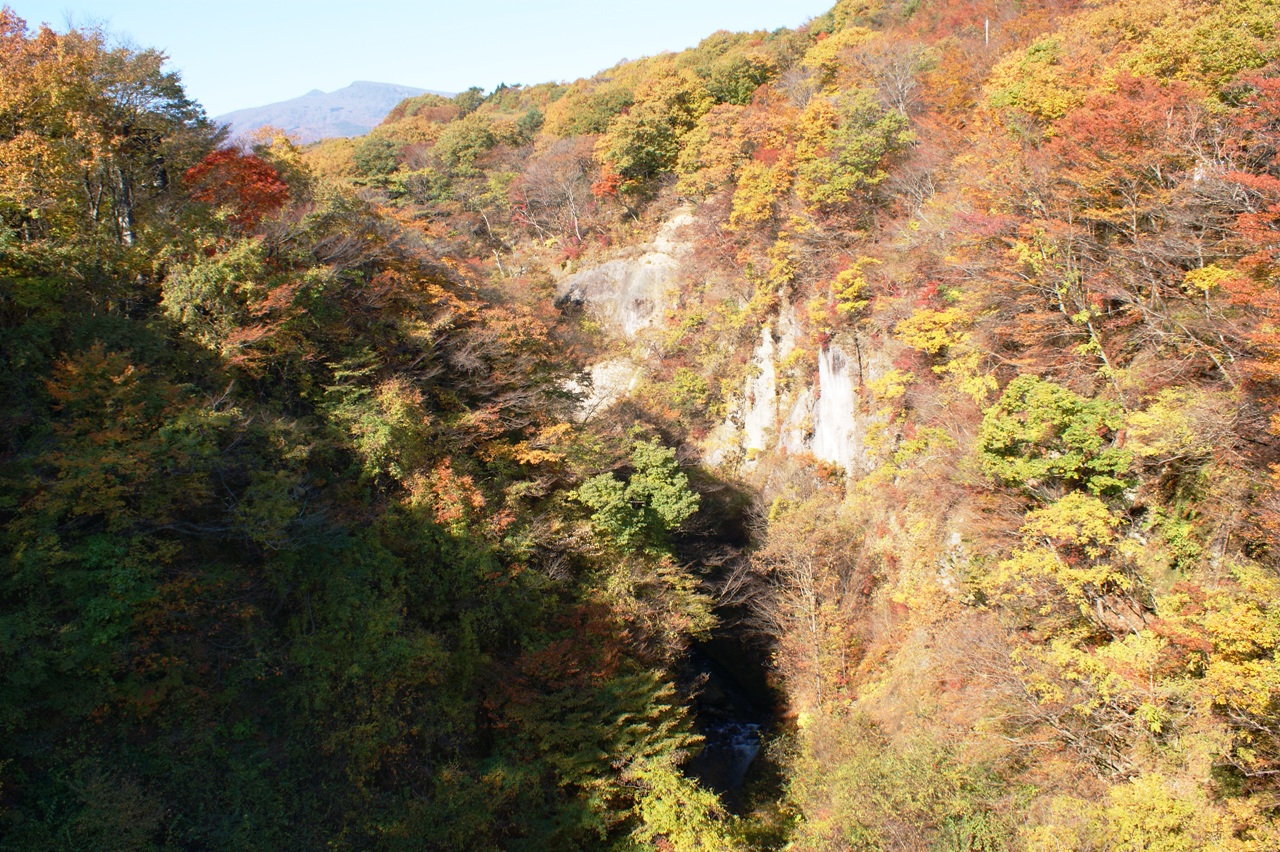
雪割渓谷

- 甲子温泉
- 新甲子温泉
- スパリゾートあぶくま

## 周辺の観光ポイント
- キョロロン村
- 雪割橋・雪割渓谷
- ゴルフ場
- 陸上自衛隊白河布引山演習場
- 剣桂（森の巨人たち百選）
- 殺生石
- 那須ロープウェイ
- 那須どうぶつ王国
- 那須ハイランドパーク
- 那須サファリパーク
- マウントジーンズスキーリゾート那須
- 那須温泉ファミリースキー場
- 白河高原スキー場（閉鎖）
- 国立那須甲子青少年自然の家
- 南ヶ丘牧場
- 那須りんどう湖 LAKE VIEW
- 那須温泉郷

## 交通
- 東北新幹線 新白河駅
- 東北自動車道 白河IC
- 福島交通バス約40分 白河駅－新白河駅－新甲子温泉